# Скомарє
Скомарє (словен. Skomarje) — поселення в общині Зрече, Савинський регіон, Словенія. 
Висота над рівнем моря: 714 м.